# Trouw (ethiek)
Trouw of loyaliteit is een morele verbondenheid of vasthoudendheid. Trouw heet degene die de ander altijd steunt en niet laat vallen. Waar trouw wordt geschonden en ontrouw intreedt, kan sprake zijn van verraad.
Trouw tussen personen onderling is vaak wederzijds, maar trouw kan ook 'zelf-opgelegd' zijn, bijvoorbeeld trouw aan een afwezig idool of aan een gedachtegoed.
Een voorbeeld van trouw is huwelijkstrouw en trouw in andere relaties (trouw van partners aan elkaar). Een belangrijk aspect daarvan kan zijn dat men geen seks heeft met een ander dan de partner. Ontrouw binnen een huwelijk wordt echtbreuk of overspel genoemd. De trouwring wordt gedragen als teken voor de huwelijkstrouw.

## Sociaal en cultureel begrip
Aangenomen kan worden, dat trouw aanvankelijk groeide uit gevoelens van identificatie met (genetische) verwanten en vrienden. Trouw ontstaat op de meest natuurlijke wijze in kleine groepen of stammen waar het perspectief van uitgestoten worden door de groep gelijk lijkt te staan aan de meest drastische, ondenkbare afwijzing ofwel verbanning.
In een feodale maatschappij, die gecentreerd is rond persoonlijke en wederzijdse verplichtingen, kan het moeilijk zijn om de exacte mate van onderlinge bescherming en broederschap te specificeren. In dit geval kan trouw extreme vormen aannemen: hoewel alternatieve (sociale) groepen bestaan, schept het gebrek aan sociale mobiliteit een persoonlijk gevoel van trouw.
Bij het ontstaan van landen en staten werd het concept "trouw" ingezet om een inhoudelijke én persoonlijke band te smeden met het individu, door de soeverein of de overheid. Daar waar trouw aan een concept te abstract wordt, kiezen mensen er vaak voor om hun trouw te geven aan een persoon binnen de groep. Ook andere instellingen, zoals godsdiensten, en in modernere tijden bedrijven en merken van consumptiegoederen doen een beroep op trouw om mensen aan zich te binden.
In de Karolingische tijd  ontstond vanaf 800 een aristocratie, bestaande uit de koning en de adel, die aan de vorst een gelofte van trouw zwoer in ruil voor bescherming. Naar het Latijnse fides (trouw, vertrouwen) noemde men deze verhouding fidelitas.
Fides Punica is Latijn voor "Punische trouw", een Romeinse uitdrukking, waarmee ironisch verwezen werd naar de gebroken belofte van de Carthagers na de Eerste Punische Oorlog om niet zonder toestemming van Rome een oorlog te beginnen, want desondanks veroverde Carthago rond 220 v.Chr. het Iberisch Schiereiland.

## Ethisch begrip

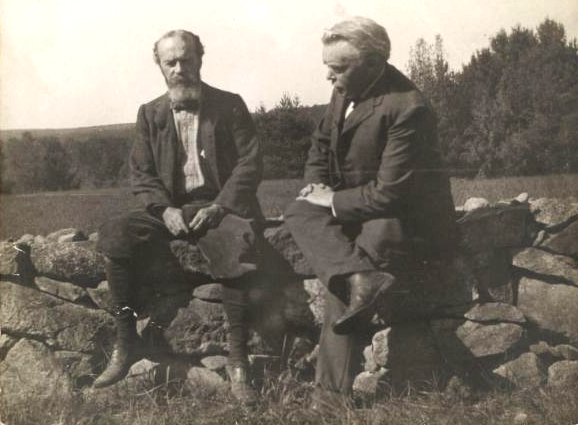
William James (l.) en Josiah Royce (r.)

Plato stelde dat alleen een mens die 'correct' handelt, trouw kan zijn, en dat trouw een essentiële deugd is. Hij vond ook trouw aan de staat belangrijker dan trouw aan de familie. De Amerikaanse filosoof Josiah Royce noemde het zelfs het ultieme morele goede, en dat toewijding op zich belangrijker was dan de kwaliteit van datgene waar de trouw aan geldt.
In het recht wordt onderscheid gemaakt tussen goede trouw en kwade trouw, door het wegen van de intentie van een verdachte van een onrechtmatige daad.

## Emotioneel begrip
Een beroemd citaat uit het toneelstuk de Gijsbreght van Aemstel uit 1637 van Joost van den Vondel bezingt de huwelijkse trouw:
Waer werd oprechter trouw

Dan tusschen man en vrouw

Ter weereld oit gevonden?
Ook in het sonnet Op het verongelucken van Doctor Roscius uit 1624, een tragische gebeurtenis die hem persoonlijk aangreep, stelt Vondel zich de vraag wat trouw is:
Zyn bruit t'omhelzen in een beemt, bezaait met roozen,

Of in het zachte dons, is geen bewijs van trouw;

## Ontwikkelingspsychologie
In de ontwikkelingspsychologie wordt trouw of loyaliteit vaak gelinkt aan de houding die kinderen aannemen ten opzichte van hun ouders. Kinderen met een goede ouderband "verdedigen" doorgaans hun ouders, en blijven vaak loyaal, ook al gaan de ouders in de fout.
Het kan echter tot een trauma of breuk leiden, als ouders zelf niet loyaal zijn ten opzichte van hun kinderen, of als ze dermate de maatschappelijke regels overtreden dat (zelfs) kinderen afhaken. Hoe jonger de kinderen dan zijn, hoe groter de emotionele schade in hun ontwikkeling.